# Перт, Николас
Николас Перт (англ. Nicholas Pert; род. 22 января 1981, Ипсуич) — английский шахматист, гроссмейстер (2001).
чемпион Великобритании 2021 года.
В составе сборной Англии участник 2-х шахматных олимпиады (2006, 2012) и 3-х командных чемпионатов Европы.
Участник личного чемпионата Европы 2007 года.

## Изменения рейтинга
| Графики недоступны из-за технических проблем. См. информацию на Фабрикаторе и на mediawiki.org. |